# Hopestar
El SS Hopestar fue un buque de carga de 5.267 toneladas construido en 1936 por Swan, Hunter y Wigham Richardson Ltd, Newcastle upon Tyne, Northumberland para Wallsend Shipping Co Ltd. Se hundió frente a la costa de la Isla de Terranova en 1948 con la pérdida de los 40 tripulantes.

## Hundimiento
En 1947, se instaló una tercera caldera en el Hopestar. Más tarde se determinó que esto debilitó la estructura del buque y pudo haber contribuido a su pérdida. En junio de 1948, el Hopestar se sometió a una inspección de rutina, que pasó. El 14 de noviembre de 1948, se informó que el Hopestar se encontraba a 450 millas náuticas (830 km) de San Juan de Terranova, Canadá. Informó su posición por radio a la 01:00. El barco informó que había sido dañado por el mal tiempo, con un vendaval de fuerza 9 soplando en ese momento. El último informe del Hopestar fue a las 12:00 de ese día, cuando estaba a 43°00′N 56°08′O / 43.000, -56.133.
Estaba en un viaje desde Newcastle upon Tyne a Filadelfia, Pensilvania, Estados Unidos y estaba en lastre en ese momento. Debía recoger un cargamento de grano para regresar al Reino Unido. Para el 23 de noviembre, siete aviones estaban involucrados en la búsqueda del Hopestar. El 24 de noviembre, el capitán WR Richards de la Guardia Costera de los Estados Unidos dijo "creemos que hay pocas posibilidades de que queden sobrevivientes con vida". El 25 de noviembre, se declaró que el Hopestar se había hundido con la pérdida de todos los tripulantes. La búsqueda se abandonó el 26 de noviembre. Nunca se encontraron restos del Hopestar.
La Junta de Comercio llevó a cabo una investigación sobre la pérdida del Hopestar. Se celebró en Londres los días 4, 6, 9, 13, 16, 17 y 26, 28 de enero de 1950. Se concluyó que el Hopestar probablemente se había partido en dos y se había hundido con la pérdida de los 40 miembros de su tripulación. No se podía descartar la posibilidad de que chocara con una mina naval, pero se pensaba que era poco probable. Stan Awbery hizo preguntas en la Cámara de los Comunes el 20 de marzo de 1950, pero nunca recibieron una respuesta satisfactoria.